# Фиргиль
Фиргиль (таб. Фуркӏил) — село в Табасаранском районе Республики Дагестан (Россия). Входит в состав сельского поселения Сельсовет Тинитский.

## География
Село расположено в 7 км к юго-востоку от административного центра района — села Хучни.

## Население
| 1895 | 1926 | 1939 | 1970 | 1989 | 2002 | 2010 |
| ---- | ---- | ---- | ---- | ---- | ---- | ---- |
| 175  | ↗236 | ↗289 | ↗322 | ↘268 | ↗404 | ↘396 |
| 2021 |      |      |      |      |      |      |
| ↘117 |      |      |      |      |      |      |

## Инфраструктура

### Здравоохранение
- Фельдшерский пункт.